# Bruce Rioch
Bruce David Rioch (* 6. září 1947 v Aldershotu) je bývalý skotský fotbalista a anglický fotbalový manažer.
Narodil se v Anglii, ale vzhledem k místu narození svého otce ve Skotsku se rozhodl reprezentovat Skotsko a za skotskou reprezentaci nastoupil ve 24 utkáních. Je prvním kapitánem skotské reprezentace narozeným v Anglii.